# Bund deutscher Juristen
Der Bund Deutscher Juristen ist eine nicht existierende Organisation, deren Erfindern es seit 2005 immer wieder gelingt, Meldungen in klassischen Medien zu platzieren, zuletzt im Februar 2011 in der Financial Times Deutschland zur Plagiatsaffäre um Karl-Theodor zu Guttenberg. Auch staatlichen Stellen ist bereits erfolgreich vorgespiegelt worden, dass es sich um einen echten Berufsverband handle.
Als Vorsitzender wird ein angeblicher Richter „Dr. Claus Grötz“ genannt, der ebenfalls nicht existiert. Hinter dem „Bund Deutscher Juristen“ steckt nach eigener Aussage der Rechtsanwalt Marko Dörre.
Die Homepage der „Organisation“ wurde nach 2006 nicht mehr bearbeitet.